# رايان سمبكينز
رايان سمبكينز (بالإنجليزية: Ryan Simpkins)‏ هي ممثلة أمريكية، ولدت في 25 مارس 1998 بمانهاتن في الولايات المتحدة.

## أعمال

### أفلام
- (2008) الطريق الثوري[4][5]
- (2008) العزة والمجد[6]
- (2009) رجل وحيد[7]

## وصلات خارجية
- رايان سمبكينز على موقع IMDb (الإنجليزية)
- رايان سمبكينز على موقع ألو سيني (الفرنسية)
- رايان سمبكينز على موقع أول موفي (الإنجليزية)
- رايان سمبكينز على موقع قاعدة بيانات الأفلام السويدية (السويدية)
- رايان سمبكينز على موقع قاعدة بيانات الفيلم (الإنجليزية)
- رايان سمبكينز على موقع كينوبويسك (الروسية)